# Davide Marotta
Davide Marotta (Nápoles, 20 de noviembre de 1962) es un actor italiano, reconocido a nivel internacional por su participación en el filme La pasión de Cristo de Mel Gibson.

## Biografía
Aquejado por problemas de enanismo y otras patologías, Marotta mide 1,15 m de altura. Después de algunas experiencias en teatro, en 1985 fue elegido por Dario Argento para interpretar al hijo deforme de Frau Brückner (Daria Nicolodi) en la película Phenomena. Al año siguiente interpretó un papel similar en Demonios 2 de Lamberto Bava. Entre 1987 y 1997 trabajó con la marca Kodak en comerciales donde interpretó al alienígena Ciribiribì.
Después de varias experiencias televisivas y pequeños papeles en el cine, en 2001 tuvo por primera vez un papel importante en el filme Il ritorno di Cagliostro de Daniele Ciprì y Franco Maresco. En 2004 interpretó un pequeño papel en La pasión de Cristo de Mel Gibson como un extraño bebé en brazos de Satanás (interpretado por la actriz Rosalinda Celentano).
Entre 2008 y 2012 interpretó el papel de cartero en la obra teatral Il miracolo di don Ciccillo de Carlo Buccirosso y, al año siguiente apareció en Fino morte non vi separi, del mismo autor, en el papel de un sacristán. En 2015 participó en el programa de comedia Il boss dei comici y protagonizó la película de Leonardo Pieraccioni Il professor Cenerentolo. En 2019 apareció en Pinocho de Matteo Garrone, en la que interpretó tres roles.

## Filmografía parcial
- Phenomena, de Dario Argento (1985)
- Demonios 2, de Lamberto Bava (1986)
- Ginger e Fred, de Federico Fellini (1986)
- Luna e l'altra, de Maurizio Nichetti (1996)
- Sogno di una notte di mezza estate, de Michael Hoffman (1999)
- Aitanic, de Nino D'Angelo (2000)
- Il ritorno di Cagliostro, de Daniele Ciprì y Franco Maresco (2003)
- La pasión de Cristo, de Mel Gibson (2004)
- Il professor Cenerentolo, de Leonardo Pieraccioni (2015)
- Pinocho, de Matteo Garrone (2019)
- Chi ha incastrato Babbo Natale?, de Alessandro Siani (2021)